# Pisec
Písec (ž. píska) je oseba, ki kaj napiše, oziroma avtor kateregakoli pisanega izdelka, na primer pisma, sporočila, članka, kronike, scenarija. Če imajo njegova dela leposlovno obliko (romani, povesti, novele, pesnitve), mu pravimo pisatelj (ž. pisateljica) ali pesnik (ž. pesnica).
Zgodovinsko pomembni pisci so na primer srednjeveški kopisti, ki so samo prepisovali tekste in jih zato ne moremo prištevati k pisateljem. Med modernimi pisci je vredno omeniti programerje, avtorje informatičnih skriptov, ki so kljub dovršenosti izdelka tehniki in ne umetniki, če njihovi jeziki ne spadajo v leposlovje.